# ミヤギテレビ杯ダンロップ女子オープンゴルフトーナメント
ミヤギテレビ杯ダンロップ女子オープンゴルフトーナメント（ミヤギテレビはいダンロップじょしオープンゴルフトーナメント）とは、日本女子プロゴルフ協会公認の女子ゴルフトーナメント・ツアーの1つである。毎年9月第4週に、ミヤギテレビ主催、住友ゴム工業の特別協賛（1998年より）により宮城県を舞台に開催されている。2003年（平成15年）より利府町にある利府ゴルフ倶楽部が大会会場になっている。
大会の会期は3日間である。2024年（令和6年）現在、賞金総額7000万円、優勝賞金1260万円。

## 歴史
1973年（昭和48年）にミヤギテレビの開局3周年を記念して「松島国際女子オープン」との名称で初開催され、何度か大会名の変更がありながらも続けられている。
1992年（平成4年）の大会では、福嶋晃子がここでプロデビューを果たした。
2003年（平成15年）の大会では、当時、東北高校3年生だった宮里藍が優勝した。このとき宮里はアマチュアだったため、優勝したものの賞金は0円であった。2003年大会優勝賞金は1080万円だが、優勝した宮里藍はアマチュアのため賞金0円。単独2位は本来528万円、2位タイが2人なら1人474万円だが、優勝賞金が0円だったため、当大会では2位タイ2人で1人あたり804万円となった。この優勝を機に宮里はプロ宣言を行い、史上初の高校生プロゴルファーとなった。
2005年（平成17年）の大会では、横峯さくらがプロ入りして2度目のツアー勝利をここで決めた。2006年（平成18年）の大会では、宮里藍が本大会2度目、かつ、日本ツアー出場3試合連続優勝を成し遂げた。これは福嶋晃子以来史上2人目だった。2009年（平成21年）の大会では、東北高校出身の有村智恵が優勝した。
チャリティー面では、第28回（2000年）から宮城県立こども病院の支援活動を、第39回（2011年）からは東日本大震災の復興支援を行っている。
2018年（平成30年）12月、2019年以降の放映権を巡って交渉が決裂したとして日本テレビ系列が主催する大会について撤退を発表。これに同調する形でミヤギテレビも一旦は大会取り止めを発表したが、試合の開催を求める声が続出したため同局が同月26日にLPGAに対して開催へ向けた協議の再開を申し入れ、LPGAも2019年に入り開催を目指して再交渉を実施。その後同年1月25日に大会の開催継続が決定した。
新型コロナウイルス流行の影響で2020年（令和2年）大会は中止された。

## 歴代優勝者
| ミヤギテレビ杯ダンロップ女子オープンゴルフトーナメント | ミヤギテレビ杯ダンロップ女子オープンゴルフトーナメント | ミヤギテレビ杯ダンロップ女子オープンゴルフトーナメント | ミヤギテレビ杯ダンロップ女子オープンゴルフトーナメント      |
| 回数                                                   | 開催年                                                 | 優勝者名                                               | 開催ゴルフ場                                                |
| ------------------------------------------------------ | ------------------------------------------------------ | ------------------------------------------------------ | ----------------------------------------------------------- |
| 第51回                                                 | 2024年                                                 | 安田祐香                                               | 利府ゴルフ倶楽部                                            |
| 第50回                                                 | 2023年                                                 | 岩井明愛                                               | 利府ゴルフ倶楽部                                            |
| 第49回                                                 | 2022年                                                 | 山下美夢有                                             | 利府ゴルフ倶楽部                                            |
| 第48回                                                 | 2021年                                                 | 西村優菜                                               | 利府ゴルフ倶楽部                                            |
| 第47回                                                 | 2019年                                                 | 柏原明日架                                             | 利府ゴルフ倶楽部                                            |
| 第46回                                                 | 2018年                                                 | 大江香織                                               | 利府ゴルフ倶楽部                                            |
| 第45回                                                 | 2017年                                                 | 畑岡奈紗                                               | 利府ゴルフ倶楽部                                            |
| 第44回                                                 | 2016年                                                 | 李知姫PO                                               | 利府ゴルフ倶楽部                                            |
| 第43回                                                 | 2015年                                                 | 表純子                                                 | 利府ゴルフ倶楽部                                            |
| 第42回                                                 | 2014年                                                 | 酒井美紀                                               | 利府ゴルフ倶楽部                                            |
| 第41回                                                 | 2013年                                                 | イ・ナリ                                               | 利府ゴルフ倶楽部                                            |
| 第40回                                                 | 2012年                                                 | 森田理香子                                             | 利府ゴルフ倶楽部                                            |
| 第39回                                                 | 2011年                                                 | フォン・シャンシャン                                   | 利府ゴルフ倶楽部                                            |
| 第38回                                                 | 2010年                                                 | イム・ウナ                                             | 利府ゴルフ倶楽部                                            |
| 第37回                                                 | 2009年                                                 | 有村智恵                                               | 利府ゴルフ倶楽部                                            |
| 第36回                                                 | 2008年                                                 | 上田桃子                                               | 利府ゴルフ倶楽部                                            |
| 第35回                                                 | 2007年                                                 | 三塚優子                                               | 利府ゴルフ倶楽部                                            |
| 第34回                                                 | 2006年                                                 | 宮里藍                                                 | 利府ゴルフ倶楽部                                            |
| 第33回                                                 | 2005年                                                 | 横峯さくら                                             | 利府ゴルフ倶楽部                                            |
| 第32回                                                 | 2004年                                                 | 山岸陽子                                               | 利府ゴルフ倶楽部                                            |
| 第31回                                                 | 2003年                                                 | 宮里藍                                                 | 利府ゴルフ倶楽部                                            |
| 第30回                                                 | 2002年                                                 | 高橋美保子                                             | レインボーヒルズゴルフクラブ （黒川郡富谷町（現・富谷市）） |
| 第29回                                                 | 2001年                                                 | 木村敏美                                               | レインボーヒルズゴルフクラブ （黒川郡富谷町（現・富谷市）） |
| 第28回                                                 | 2000年                                                 | 具玉姫                                                 | レインボーヒルズゴルフクラブ （黒川郡富谷町（現・富谷市）） |
| 第27回                                                 | 1999年                                                 | 具玉姫                                                 | レインボーヒルズゴルフクラブ （黒川郡富谷町（現・富谷市）） |
| 第26回                                                 | 1998年                                                 | 福嶋晃子                                               | レインボーヒルズゴルフクラブ （黒川郡富谷町（現・富谷市）） |
| ミヤギテレビ杯女子オープンゴルフトーナメント           |                                                        |                                                        |                                                             |
| 回数                                                   | 開催年                                                 | 優勝者名                                               | 開催ゴルフ場                                                |
| 第25回                                                 | 1997年                                                 | 服部道子                                               | 花の杜ゴルフクラブ （黒川郡大衡村）                         |
| 第24回                                                 | 1996年                                                 | 久保樹乃                                               | 花の杜ゴルフクラブ （黒川郡大衡村）                         |
| 第23回                                                 | 1995年                                                 | 野呂奈津子                                             | 花の杜ゴルフクラブ （黒川郡大衡村）                         |
| 第22回                                                 | 1994年                                                 | 元載淑（ウォン・ジェスク）                             | 花の杜ゴルフクラブ （黒川郡大衡村）                         |
| 第21回                                                 | 1993年                                                 | 永田富佐子                                             | 花の杜ゴルフクラブ （黒川郡大衡村）                         |
| 第20回                                                 | 1992年                                                 | 大城あかね                                             | 松島チサンカントリークラブ （宮城郡松島町）                 |
| 第19回                                                 | 1991年                                                 | 中野晶                                                 | 松島チサンカントリークラブ （宮城郡松島町）                 |
| 第18回                                                 | 1990年                                                 | 森口祐子                                               | 松島チサンカントリークラブ （宮城郡松島町）                 |
| 第17回                                                 | 1989年                                                 | 平瀬真由美                                             | 松島チサンカントリークラブ （宮城郡松島町）                 |
| 第16回                                                 | 1988年                                                 | 高須愛子                                               | 松島チサンカントリークラブ （宮城郡松島町）                 |
| 第15回                                                 | 1987年                                                 | 金萬壽（キム・マンス）                                 | 松島チサンカントリークラブ （宮城郡松島町）                 |
| 第14回                                                 | 1986年                                                 | 中島恵利華                                             | 松島チサンカントリークラブ （宮城郡松島町）                 |
| 第13回                                                 | 1985年                                                 | 森口祐子                                               | 松島チサンカントリークラブ （宮城郡松島町）                 |
| 第12回                                                 | 1984年                                                 | 祭麗香                                                 | 松島チサンカントリークラブ （宮城郡松島町）                 |
| 第11回                                                 | 1983年                                                 | 小林洋子                                               | 松島チサンカントリークラブ （宮城郡松島町）                 |
| 第10回                                                 | 1982年                                                 | 涂阿玉                                                 | 松島チサンカントリークラブ （宮城郡松島町）                 |
| 第9回                                                  | 1981年                                                 | 岡本綾子                                               | 松島チサンカントリークラブ （宮城郡松島町）                 |
| 第8回                                                  | 1980年                                                 | 祭麗香                                                 | 松島チサンカントリークラブ （宮城郡松島町）                 |
| 第7回                                                  | 1979年                                                 | 荒川百合子                                             | 松島チサンカントリークラブ （宮城郡松島町）                 |
| 第6回                                                  | 1978年                                                 | 森口祐子                                               | 松島チサンカントリークラブ （宮城郡松島町）                 |
| 第5回                                                  | 1977年                                                 | 岡田美智子                                             | 松島チサンカントリークラブ （宮城郡松島町）                 |
| 第4回                                                  | 1976年                                                 | 樋口久子                                               | 松島チサンカントリークラブ （宮城郡松島町）                 |
| 松島国際女子オープン                                   |                                                        |                                                        |                                                             |
| 回数                                                   | 開催年                                                 | 優勝者名                                               | 開催ゴルフ場                                                |
| 第3回                                                  | 1975年                                                 | 大迫たつ子                                             | 松島国際カントリークラブ （黒川郡大郷町）                   |
| 第2回                                                  | 1974年                                                 | 鳥山由紀子                                             | 松島国際カントリークラブ （黒川郡大郷町）                   |
| 第1回                                                  | 1973年                                                 | 樋口久子                                               | 松島国際カントリークラブ （黒川郡大郷町）                   |

- PO プレーオフでの決着

## 放送
例年、大会の1日目と2日目はミヤギテレビにより放送され、大会最終日はNNS系列23局（山梨放送・北日本放送・福井放送・四国放送・高知放送・テレビ大分を除く）により放送される。
また、2011年（平成23年）には、ゴルフネットワーク「とことん1番ホール生中継」第5弾として2日目と最終日の1番ホールのみが放送された。
新型コロナウイルス流行の影響で2020年大会は中止されたが、予定されていた大会最終日の9月27日に「はじまりの特別編」がテレビ放送された。